# 14 Shades of Grey
14 Shades of Grey es el cuarto álbum de estudio de la banda de rock estadounidense Staind lanzado el 20 de mayo de 2003. El álbum continúa con el sonido desarrollado desde el último álbum de la banda Break the Cycle, aunque las canciones en el álbum tiene un tono ligero y un sonido menos agresivo.
El álbum contó con cuatro sencillos y debutó en el # 1 en el Billboard 200., Con la primera semana vendió 220 000 copias. En julio en 2003, 14 Shades of Grey fue certificado disco de oro y después platino.

## Lista de canciones
1. "Price to Play" – 3:35
2. "How About You" – 3:57
3. "So Far Away" – 4:04
4. "Yesterday" – 3:46
5. "Fray" – 5:04
6. "Zoe Jane" – 4:36
7. "Fill Me Up" – 4:24
8. "Layne" – 4:25
9. "Falling Down" – 3:55
10. "Reality" – 4:37
11. "Tonight" – 4:24
12. "Could It Be" – 4:43
13. "Blow Away" – 6:14
14. "Intro" – 4:28

## Posición en las listas
| Año  | Lista         | Posición |
| ---- | ------------- | -------- |
| 2003 | Billboard 200 | 1        |
| 2003 | Canadá        | 8        |
| 2003 | UK            | 16       |